# Karve

Modelo do barco de Gokstad, um navio do tipo karve.

O karve era um pequeno navio usado pelos viquingues durante a Era Viquingue, entre 800 e 1050. Tinha geralmente uns 6 metros de comprimento e estava equipado com uns 13-16 pares de remos. Era usado para transportes locais de pessoas e mercadorias, em fiordes e arquipélagos costeiros, e ainda para a pesca.
Na Saga islandesa de Egil Skallagrimsson (em islandês Egils saga Skalla-Grímssonar) está descrito um destes navios, e são contados vários episódios em que ele está presente. O barco de Gokstad, encontrado na Noruega, era um karve com 23 m de comprimento e uma largura máxima de 5 m.